# Amyris mexicana
Amyris mexicana är en vinruteväxtart som beskrevs av Cyrus Longworth Lundell. Amyris mexicana ingår i släktet Amyris och familjen vinruteväxter. Inga underarter finns listade i Catalogue of Life.